# Archidiócesis de Granada
La archidiócesis de Granada (en latín: Archidioecesis Granatensis) es una circunscripción eclesiástica de la Iglesia católica en España. Se trata de una archidiócesis latina, sede metropolitana de la provincia eclesiástica de Granada. Desde el 1 de febrero de 2023 su arzobispo es José María Gil Tamayo.

## Territorio y organización

Organización territorial de la archidiócesis de Granada a noviembre de 2024

La archidiócesis tiene 6945 km² y extiende su jurisdicción sobre los fieles católicos de rito latino residentes en 125 municipios de la parte sudoccidental de la provincia de Granada en la comunidad autónoma de Andalucía.

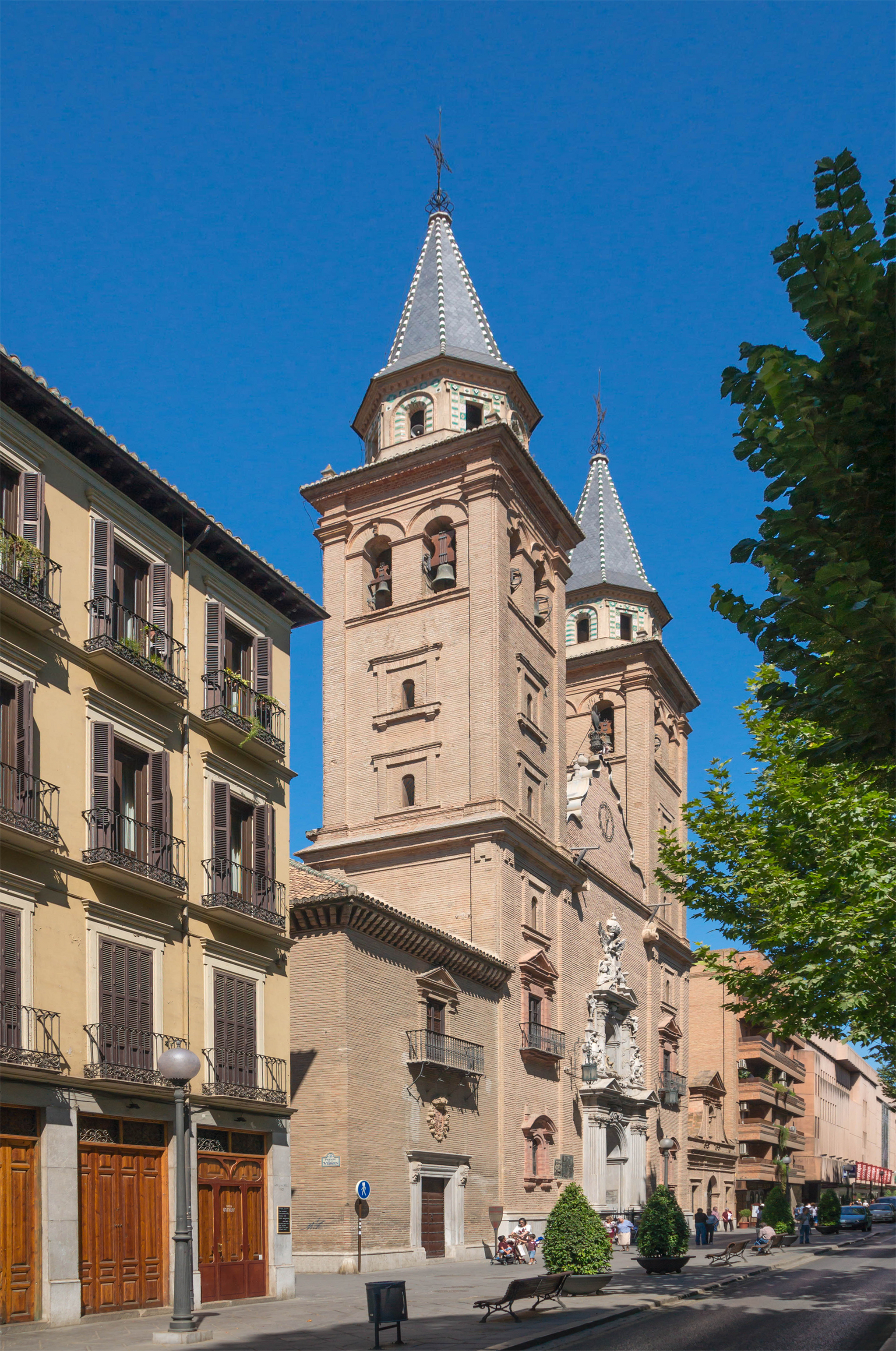
Basílica de Nuestra Señora de las Angustias, en Granada

La sede de la archidiócesis se encuentra en la ciudad de Granada, en donde se halla la catedral basílica de la Encarnación (construida entre 1523 y 1706, obra del arquitecto Diego de Siloé en los estilos del Renacimiento y del barroco) y las basílicas menores de Nuestra Señora de las Angustias y de San Juan de Dios.

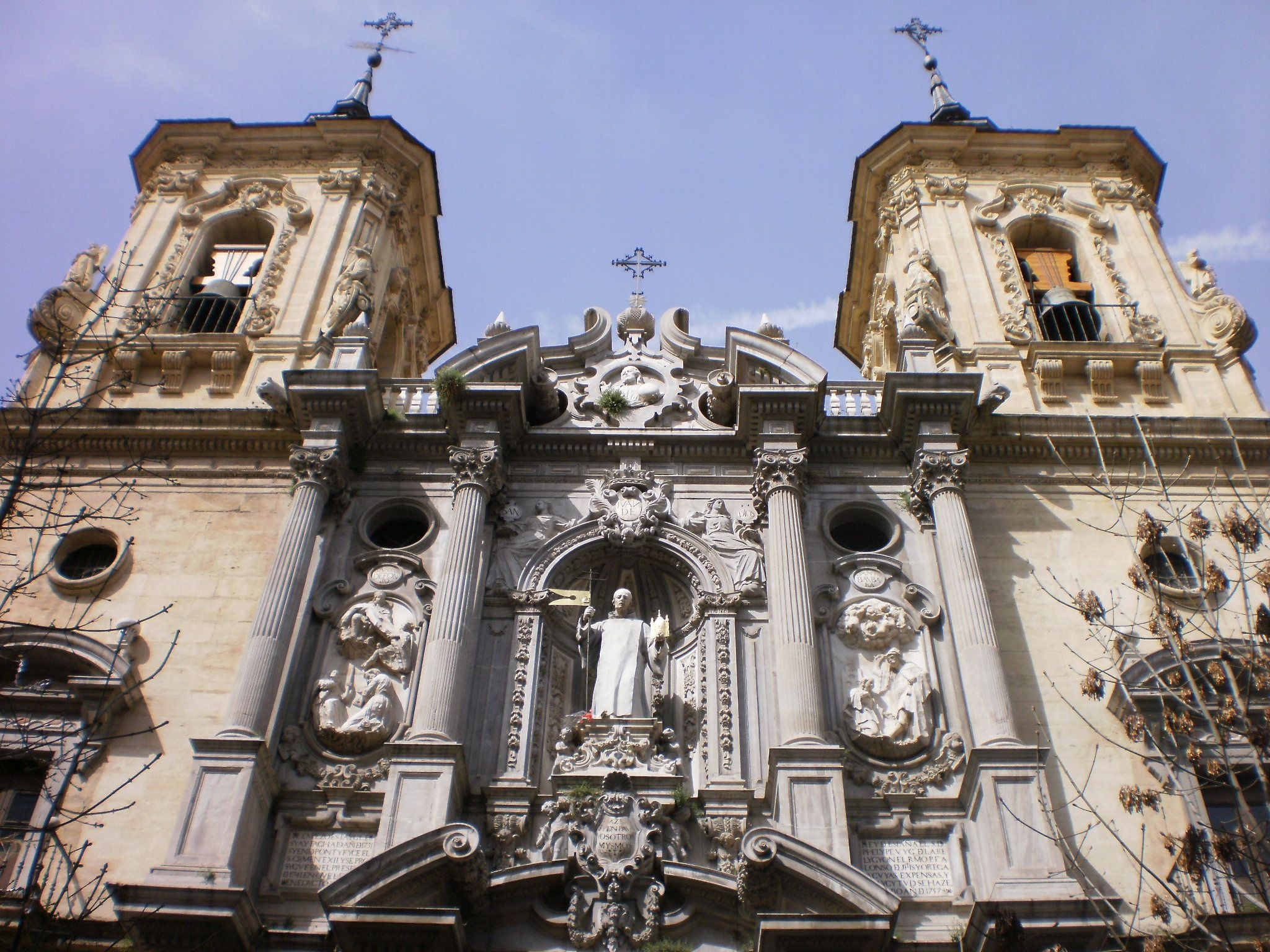
Basílica de San Juan de Dios, en Granada

La arquidiócesis tiene como sufragáneas a las diócesis de:
| Provincia eclesiástica de Granada |                            |
| Diócesis                          | Catedral                   |
| Almería                           | de la Encarnación          |
| Cartagena                         | de Santa María             |
| Guadix                            | de la Encarnación          |
| Jaén                              | de la Asunción             |
| Málaga                            | basílica de la Encarnación |

En 2021 en la archidiócesis existían 269 parroquias agrupadas en 20 arciprestazgos y estos en 3 vicarías territoriales. En 2024, bajo el pontificado de José María Gil Tayo, se llevó a cabo una reestructuración territorial por la que las parroquias de Jayena, Fornes y Arenas del Rey pasaron a depender del arciprestazgo de Gabia, y se fusionaron los arciprestazgos de Loja y Alhama bajo la denominación de Poniente Granadino, quedando estructurada la archidiócesis en 269 parroquias agrupadas en 19 arciprestazgos y tres vicarías territoriales, según la siguiente tabla:
| Vicaría territorial I                       | Vicaría territorial I                       |
| Población                                   | Parroquia                                   |
| ------------------------------------------- | ------------------------------------------- |
| 1.-Arciprestazgo de San Juan de Dios        |                                             |
| Granada                                     | Santos Mártires Justo y Pastor              |
| Granada                                     | San Agustín                                 |
| Granada                                     | Nuestra Señora de los Remedios (El Fargue)  |
| Granada                                     | San Andrés                                  |
| Granada                                     | La Inmaculada                               |
| Granada                                     | San Juan de Letrán                          |
| Granada                                     | San Isidro                                  |
| Granada                                     | San Ildefonso                               |
| Granada                                     | San Francisco Javier (Haza Grande)          |
| Granada                                     | Santos Mártires Justo y Pastor              |
| Granada                                     | San Agustín                                 |
| Granada                                     | Nuestra Señora de los Remedios (El Fargue)  |
| Granada                                     | San Andrés                                  |
| Granada                                     | La Inmaculada                               |
| Granada                                     | San Juan de Letrán                          |
| Granada                                     | San Isidro                                  |
| Granada                                     | San Ildefonso                               |
| Granada                                     | San Francisco Javier (Haza Grande)          |
| 3.-Arciprestazgo de San Juan de Ávila       |                                             |
| Granada                                     | San Juan de Ávila                           |
| Granada                                     | Nuestra Señora de Carmen                    |
| Granada                                     | Santa María Micaela                         |
| Granada                                     | San Juan de Dios (Cerrillo de Maracena)     |
| Granada                                     | San Francisco de Sales                      |
| Granada                                     | Nuestra Señora del Pilar                    |
| 4.-Arciprestazgo de Virgen de las Angustias |                                             |
| Granada                                     | Sagrario-Catedral                           |
| Granada                                     | Santa María Magdalena                       |
| Granada                                     | Nuestra Señora de las Angustias             |
| Granada                                     | La Asunción de Nuestra Señora (Sacromonte)  |
| Granada                                     | San Pedro y San Pablo                       |
| Granada                                     | San José                                    |
| Granada                                     | Nuestro Salvador                            |
| Granada                                     | Santa María de la Encarnación - Alhambra    |
| Granada                                     | San Matías                                  |
| Granada                                     | San Cecilio                                 |
| Granada                                     | San Gil y Santa Ana                         |
| Granada                                     | Santa Escolástica                           |
| 5.-Arciprestazgo de Cartuja                 |                                             |
| Granada                                     | Buen Pastor                                 |
| Granada                                     | San Antonio de Padua                        |
| Granada                                     | San Vicente Paúl                            |
| Granada                                     | Nuestra Señora de la Merced                 |
| Granada                                     | Sagrada Familia                             |
| Granada                                     | San Juan Bautista                           |
| Granada                                     | Jesús Obrero                                |
| Granada                                     | Espíritu Santo                              |
| Granada                                     | Nuestra Señora de la Paz                    |
| Parroquias personales universitarias        |                                             |
| Granada                                     | Parroquia San Juan Pablo II                 |
| Granada                                     | Parroquia Ntra. Sra. Asunción Cartuja       |
| 6.-Arciprestazgo de Virgen de Gracia        |                                             |
| Granada                                     | Nuestra Señora de Gracia                    |
| Granada                                     | Santo Tomás de Villanueva                   |
| Granada                                     | Santa Teresa de Jesús                       |
| Granada                                     | Nuestra Señora Regina Mundi                 |
| Granada                                     | San Rafael Arcángel                         |
| Granada                                     | San Emilio                                  |
| 7.-Arciprestazgo del Genil                  |                                             |
| Granada                                     | Santo Ángel Custodio                        |
| Granada                                     | Nuestra Señora de los Dolores               |
| Granada                                     | San Juan María Vianney                      |
| Granada                                     | Santístimo Corpus Christi                   |
| Granada                                     | San Pío X                                   |
| Granada                                     | La Inmaculada Niña                          |
| Granada                                     | San Miguel Arcángel                         |
| Granada                                     | San Gregorio Bético                         |
| Granada                                     | Nuestra Señora de Montserrat                |
| Granada                                     | Nuestra Señora de las Nieves                |
| Granada                                     | San José de Calasanz                        |
| Granada                                     | Nuestra Señora de Fátima (Lancha del Genil) |
| 8.-Arciprestazgo de Sierra Nevada           |                                             |
| Cájar                                       | Nuestra Señora de los Dolores               |
| Cenes de la Vega                            | Nuestra Señora de Rosario                   |
| Dílar                                       | Inmaculada Concepción                       |
| Dúdar                                       | Inmaculada Concepción                       |
| Gójar                                       | Nuestra Señora de la Paz                    |
| Güéjar Sierra                               | Nuestra Señora del Rosario                  |
| Huétor Vega                                 | La Encarnación                              |
| La Zubia                                    | Asunción de Nuestra Señora                  |
| Monachil                                    | La Encarnación                              |
| Monachil -Barrio Vega-                      | San José                                    |
| Ogíjares                                    | Nuestra Señora de la Cabeza                 |
| Pinos Genil                                 | Santa María Magdalena                       |
| Quéntar                                     | La Encarnación                              |
| Tocón de Quéntar                            | San José                                    |
| 9.-Arciprestazgo de Gabia                   |                                             |
| Ácula                                       | Sagrado Corazón                             |
| Agrón                                       | Inmaculada Concepción                       |
| Alhendín                                    | Inmaculada Concepción                       |
| Armilla                                     | San Miguel                                  |
| Churriana de la Vega                        | Visitación de Nuestra Señora                |
| Cúllar Vega                                 | Asunción de Ntra. Sra.                      |
| Escúzar                                     | Nuestra Señora de Rosario                   |
| La Malahá                                   | La Inmaculada Concepción                    |
| Las Gabias                                  | La Encarnación                              |
| Villa de Otura                              | Nuestra Señora de la Paz                    |
| Ventas de Huelma                            | San Isidro Labrador de Ventas               |
| Jayena                                      | Santísimo Sacramento                        |
| Fornes                                      | Inmaculada Concepción                       |
| Arenas del Rey                              | San Sebastián                               |

| Vicaría territorial II                     | Vicaría territorial II               |
| Población                                  | Parroquia                            |
| ------------------------------------------ | ------------------------------------ |
| 9.-Arciprestazgo de la Alfaguara           |                                      |
| Alfacar                                    | Nuestra Señora de la Asunción        |
| Beas de Granada                            | Inmaculada Concepción                |
| Calicasas                                  | Nuestra Señora de Rosario            |
| Cogollos Vega                              | Asunción de Nuestra Señora           |
| El Chaparral                               | San Isidro                           |
| Güevéjar                                   | Ildefonso y Santa Cristina           |
| Huétor Santillán                           | La Encarnación                       |
| Jun                                        | La Inmaculada Concepción             |
| Nívar                                      | Santo Cristo de la Salud             |
| Peligros                                   | San Ildefonso                        |
| Pulianas-Pulianillas                       | San José                             |
| Víznar                                     | Nuestra Señora del Pilar             |
| 10.-Arciprestazgo de Santa Fe              |                                      |
| Ambroz                                     | Nuestra Sra. de los Remedios         |
| Belicena                                   | Nuestro Señor de Misericordia        |
| Castillo de Tajarja                        | Nuestra Señora de Paz                |
| Chauchina                                  | Señor de Humildad                    |
| Chimeneas                                  | Nuestra Señora de Rosario            |
| Cijuela                                    | Nuestro Padre Jesús Nazareno         |
| El Jau                                     | San José                             |
| Fuente Vaqueros                            | La Encarnación                       |
| La Paz                                     | Sagrado Corazón                      |
| Láchar                                     | Nuestra Señora del Rosario           |
| Pedro Ruíz                                 | La Asunción de Nuestra Señora        |
| Peñuelas                                   | San Pío X                            |
| Purchil                                    | San José                             |
| Romilla La Nueva                           | San Isidro Labrador                  |
| Santa Fe                                   | La Encarnación                       |
| Trasmulas                                  | Nuestra Señora del Rosario           |
| 11.-Arciprestazgo de Sierra Elvira         |                                      |
| Albolote                                   | La Encarnación                       |
| Alomartes                                  | Nuestra Señora de los Dolores        |
| Atarfe                                     | La Encarnación                       |
| Brácana                                    | Nuestra Señora des Mercedes          |
| Caparacena                                 | San Antón                            |
| Casanueva - Anzola                         | San Antonio de Padua                 |
| Escóznar                                   | San Francisco de Asís                |
| Íllora                                     | La Encarnación                       |
| Limones                                    | San José                             |
| Maracena                                   | Nuestra Señora de la Anunciación     |
| Moclín                                     | La Encarnación                       |
| Olivares                                   | Nuestra Señora de las Mercedes       |
| Pinos Puente                               | Nuestra Señora de la Consolación     |
| Puerto Lope                                | Nuestra Señora de los Remedios       |
| Tiena                                      | Nuestra Señora de las Mercedes       |
| Tocón                                      | Nuestra Señora de Gracia             |
| Tózar                                      | San José                             |
| Valderrubio                                | Purificación de Nuestra Señora       |
| Zujaira                                    | San Isidro Labrador                  |
| 12.-Arciprestazgo de los Montes Orientales |                                      |
| Benalúa de las Villas                      | Encarnaci                            |
| Bogarre                                    | San Antonio de Padua                 |
| Campotéjar                                 | Señor de Expiración                  |
| Colomera                                   | La Encarnación                       |
| Dehesas Viejas                             | Nuestra Señora de Rosario            |
| Deifontes                                  | San Martín                           |
| Domingo Pérez de Granada                   | Nuestra Señora del Rosario           |
| Guadahortuna                               | Santa María la Mayor                 |
| Iznalloz                                   | Nuestra Señora de los Remedios       |
| Las Puertas                                | San Isidro                           |
| Montejícar                                 | San Andrés                           |
| Montillana                                 | Santa Ana                            |
| Píñar                                      | San Pedro Apóstol                    |
| Torrecardela                               | San José                             |
| 13.-Arciprestazgo de Poniente Granadino    |                                      |
| Alhama de Granada                          | La Encarnación                       |
| Algarinejo                                 | Santa María la Mayor                 |
| Almendral de Zafarraya                     | María Auxiliadora                    |
| Cacín                                      | Nuestra Señora de los Dolores        |
| Fuentes de Cesna                           | San Jerónimo                         |
| Huétor Tájar                               | Santa Isabel                         |
| Játar                                      | Nuestro Padre Jesús Nazareno         |
| Loja                                       | Santa Catalina                       |
| Loja                                       | San Gabriel                          |
| Loja                                       | La Encarnación                       |
| Montefrío                                  | La Encarnación                       |
| Moraleda de Zafayona                       | Nuestra Señora de las Angustias      |
| Riofrío                                    | Nuestra Señora de la Misericordia    |
| Salar                                      | Santa Ana                            |
| Santa Cruz del Comercio                    | Nuestro Padre Jesús de la Santa Cruz |
| El Turro                                   | Nuestra Señora de Rosario            |
| Villanueva Mesía                           | Nuestra Señora de la Aurora          |
| Ventorros de San José                      | San José                             |
| Villanueva Mesía                           | Nuestra Señora de la Aurora          |
| Ventas de Zafarraya                        | Nuestra Señora de los Dolores        |
| Zafarraya                                  | Inmaculada Concepción                |
| Zagra                                      | San Lorenzo                          |

| Vicaría territorial III                | Vicaría territorial III                 |
| Población                              | Parroquia                               |
| -------------------------------------- | --------------------------------------- |
| 14.-Arciprestazgo de San Sebastián     |                                         |
| Acequias                               | Inmaculada Concepción                   |
| Albuñuelas                             | Nuestro Salvador                        |
| Alcázar                                | San Antón                               |
| Almegíjar                              | Santo Cristo de Salud                   |
| Bayacas                                | San Sebastián                           |
| Béznar                                 | San Antón                               |
| Bubión                                 | Nuestra Señora de Rosario               |
| Busquístar                             | Santos Felipe y Santiago                |
| Cáñar                                  | Santa Ana                               |
| Capileira                              | Santa María de Cabeza                   |
| Carataunas                             | San Marcos                              |
| Cástaras                               | San Miguel                              |
| Chite                                  | Inmaculada Concepción                   |
| Cónchar                                | San Pedro                               |
| Cozvíjar                               | San Juan Bautista                       |
| Dúrcal                                 | Inmaculada Concepción                   |
| Ferreirola-Atalbéitar                  | Santa Cruz                              |
| Fregenite-Olías                        | San Miguel                              |
| Ízbor                                  | San José                                |
| Lanjarón                               | La Encarnación                          |
| Lecrín-Talará                          | Purísima Concepción                     |
| Órgiva - Los Tablones                  | San Marcos                              |
| Mecina Fondales                        | La Encarnación                          |
| Melegís                                | San Juan Evangelista                    |
| Mondújar                               | San Juan Bautista                       |
| Murchas                                | San Juan Evangelista                    |
| Nieles                                 | San Bartolomé                           |
| Nigüelas                               | San Juan Bautista                       |
| Notáez                                 | Nuestra Señora de la Cabeza             |
| Órgiva                                 | La Expectación de la Virgen             |
| Padul                                  | Santa María la Mayor                    |
| Pampaneira                             | La Santa Cruz                           |
| Pinos del Valle                        | La Inmaculada Concepción                |
| Pitres                                 | San Roque                               |
| Pórtugos                               | La Encarnación                          |
| Restábal                               | San Cristóbal                           |
| Saleres                                | Santiago Apóstol                        |
| Soportújar                             | Santa María la Mayor                    |
| Torvizcón                              | Nuestra Señora del Rosario              |
| Trevélez                               | San Benito                              |
| 17.-Arciprestazgo de la Costa Oriental |                                         |
| Albuñol                                | San Patricio                            |
| Castell de Ferro                       | Nuestra Señora de Carmen                |
| El Pozuelo                             | Santiago Apóstol                        |
| Los Gálvez                             | La Milagrosa                            |
| Gualchos                               | San Miguel                              |
| La Mamola                              | Asunción de Nuestra Señora              |
| La Rábita                              | Natividad de Nuestra Señora             |
| Lújar                                  | Santo Cristo de la Cabrilla             |
| Polopos                                | Nuestra Señora del Rosario              |
| Rubite                                 | La Inmaculada Concepción                |
| Sorvilán                               | San Cayetano                            |
| Calahonda                              | Inmaculada Concepción                   |
| La Garnatilla                          | San Cecilio                             |
| Los Tablones - Motril                  | Antonio de Padua                        |
| Motril                                 | La Divina Pastora                       |
| Motril                                 | Nuestra Señora de las Angustias         |
| Motril                                 | Nuestra Señora de la Cabeza             |
| Motril                                 | La Encarnación                          |
| Motril                                 | San Antonio de Padua                    |
| Puerto de Motril                       | Nuestra Señora del Carmen y Santa Adela |
| Torrenueva Costa                       | Nuestra Señora del Carmen               |

### Seminario
El Real Colegio Eclesiástico de San Cecilio de Granada fue fundado y dirigido por el primer arzobispo, fray Hernando de Talavera, a imagen del existente en Toledo. En 1547 el arzobispo Pedro Guerrero lo dotó de nuevas constituciones que sirvieron de modelo para los seminarios que el Concilio de Trento mandó erigir en todos los obispados y que rigieron la vida del seminario hasta su desaparición a mediados del siglo XIX, cuando, tras la decadencia provocada por la crisis social, económica y política, fue transformado en 1842 en el Seminario Conciliar de San Cecilio, único de la diócesis.
Según fuentes oficiales, durante el curso 2018-2019, 31 seminaristas mayores estudiaron en los seminarios de la diócesis: 16 en el Seminario Mayor Diocesano y otros 15 en el Seminario Redemptoris Mater local. Los seminarios Redemptoris Mater son erigidos a petición del obispo local, del que dependen y sus estudiantes suelen provenir de comunidades del Camino Neocatecumenal.

## Historia
Ilíberis o Illiberi es el nombre de una antigua ciudad íbera, llamada por los romanos Municipium Florentinum Iliberitanum. Ilíberis En la época tardorromana y luego en los siglos siguientes el nombre de la ciudad tuvo diversas variaciones, hasta prevalecer la forma Elvira. Se debate sobre la ubicación de la ciudad, que algunos quieren identificar con Granada, otros con Medina Elvira, un yacimiento arqueológico a unos 10 km de Granada. Ilíberis fue sede de una antigua diócesis de la España visigoda, en la provincia de Bética, sufragánea de la archidiócesis de Sevilla, que fue erigida en el siglo III. Una tradición legendaria atribuye la fundación de la Iglesia ilibertaria a san Cecilio, uno de los 7 varones apostólicos que se dice que fueron enviados por san Pedro y por san Pablo para evangelizar la península ibérica. Ciertamente el cristianismo ya estaba extendido a principios del siglo IV, hasta el punto de que la ciudad fue elegida como sede del primer concilio nacional de la Iglesia ibérica. A partir del siglo VIII la ciudad fue conquistada por los árabes. La diócesis de Ilíberis o diócesis de Elvira probablemente continuó existiendo hasta el siglo XII, cuando los almohades destruyeron la ciudad de Granada, luego de la desaparición del Califato de Córdoba. El último obispo conocido es un anónimo, mencionado en la Historia Compostelana, que permaneció en la corte real de Castilla y León en 1116.
A partir de 1437 se tienen noticias de nombramientos de obispos para Granada, aunque residían fuera de la sede a causa de la dominación musulmana, a manera de obispos titulares.
Tras la conquista de la ciudad de Granada por los Reyes Católicos el 2 de enero de 1492, finalizando el último Estado musulmán de la península ibérica, y a instancias de los mismos, el arzobispo de Toledo, Pedro González de Mendoza, en virtud de una bula del papa Inocencio VIII, erigió el 21 de mayo de 1492 la Iglesia metropolitana en Granada, dedicada a Santa María de la Encarnación. Unos meses más tarde, el 10 de diciembre, mediante la bula In eminenti specula, el papa Alejandro VI instituyó metropolitana la Iglesia de Granada, con las diócesis sufragáneas de Almería y Guadix-Baza, erigidas al mismo tiempo pero con bulas distintas. 
Siendo arzobispo fray Hernando de Talavera, el 15 de octubre de 1501, el cardenal Diego Hurtado de Mendoza, autorizado mediante bula papal, como arzobispo de Sevilla, para la erección de iglesias parroquiales, colegiales y catedralicias en el reino de Granada, promulgó el acta de erección de los beneficios y oficios de las iglesias colegiales de S. Salvador del Albayzín y Sta. María de Ugíjar, y de las iglesias parroquiales de la ciudad y arzobispado de Granada, según la siguiente organización:
| Archidiócesis de Granada. Erección parroquial de 1501 | Archidiócesis de Granada. Erección parroquial de 1501 | Archidiócesis de Granada. Erección parroquial de 1501                                                                     | Archidiócesis de Granada. Erección parroquial de 1501 | Archidiócesis de Granada. Erección parroquial de 1501 |
|                                                       | Parroquias                                            | Iglesias o lugares anejos                                                                                                 | Beneficios                                            | Sacristanías                                          |
| ----------------------------------------------------- | ----------------------------------------------------- | --- | ----------------------------------------------------- | ----------------------------------------------------- |
| GRANADA (capital)                                     |                                                       | |                                                       |                                                       |
|                                                       | San Salvador                                          | | 9                                                     | 2                                                     |
|                                                       | Santa María de la O                                   | | 2                                                     | 1                                                     |
|                                                       | Santa María de la Alhambra                            | | 3                                                     | 1                                                     |
|                                                       | San José                                              | | 2                                                     | 1                                                     |
|                                                       | San Nicolás                                           | | 1                                                     | 1                                                     |
|                                                       | San Miguel                                            | | 2                                                     | 1                                                     |
|                                                       | San Juan                                              | | 2                                                     | 1                                                     |
|                                                       | San Critóbal                                          | San Mateo | 1                                                     | 1                                                     |
|                                                       | San Matías                                            | Santa Úrsula | 1                                                     | 1                                                     |
|                                                       | Santa María Magdalena                                 | San Lázaro | 1                                                     | 1                                                     |
|                                                       | San Andrés                                            | | 1                                                     | 1                                                     |
|                                                       | San Egidio                                            | | 1                                                     | 1                                                     |
|                                                       | Santos Justo y Pastor                                 | | 1                                                     | 1                                                     |
|                                                       | Santiago                                              | | 1                                                     | 1                                                     |
|                                                       | Santa Ana                                             | San Ambrosio | 1                                                     | 1                                                     |
|                                                       | San Blas                                              | Santo Tomás | 1                                                     | 1                                                     |
|                                                       | Santa Isabel                                          | San Sebastián | 1                                                     | 1                                                     |
|                                                       | San Luis                                              | | 1                                                     | 1                                                     |
|                                                       | San Martín                                            | | 1                                                     | 1                                                     |
|                                                       | San Bartolomé                                         | San Lorenzo | 1                                                     | 1                                                     |
|                                                       | San Gregorio                                          | | 1                                                     | 1                                                     |
|                                                       | San Esteban                                           | Beata Catalina | 1                                                     | 1                                                     |
|                                                       | San Ildefonso                                         | San Marcos | 1                                                     | 1                                                     |
|                                                       | San Cecilio                                           | | 1                                                     | 1                                                     |
| VEGA DE GRANADA                                       |                                                       | |                                                       |                                                       |
| 2                                                     | Huétor                                                | Cájar, Monachil, Gueni | 2                                                     | 2                                                     |
| 3                                                     | Güéjar                                                | Canales, Pinillos, Cenes                                                                                                  | 2                                                     | 2                                                     |
| 4                                                     | Quéntar                                               | Dúdar, Dur | 2                                                     | 2                                                     |
| 5                                                     | Beas                                                  | Cortes, Huétor | 2                                                     | 2                                                     |
| 6                                                     | Alfacar                                               | Termul, Víznar, Alfaquí                                                                                                   | 3                                                     | 2                                                     |
| 7                                                     | Cogollos                                              | Güevéjar, Calicasas, Nívar, Toxutor, Biten                                                                                | 3                                                     | 2                                                     |
| 8                                                     | Pulianas                                              | Peligros, Diarfate, Jun, Ciíjar                                                                                           | 3                                                     | 2                                                     |
| 9                                                     | Albolote                                              | Taufin, Tignar, Maracena                                                                                                  | 3                                                     | 2                                                     |
| 10                                                    | Atarfe                                                | Elvira, Hotaya, Abulelbit, Diarcale                                                                                       | 1                                                     | 1                                                     |
| 11                                                    | Pinos                                                 | Abdon, Galafe, Alitaje, Huecar, Juceyle, Bicor, Daraiedid, Carparena                                                      | 2                                                     | 2                                                     |
| 12                                                    | Asquerosa                                             | Adamuz, otro Adamuz, Daralgualeia, Gualeia dalbaqa, Miralazmat, Atramula, Zoayra, Ansola                                  | 1                                                     | 1                                                     |
| 13                                                    | La Malá                                               | Escúzar, Agrón, Quempe | 1                                                     | 1                                                     |
| 14                                                    | Churriana                                             | Armilla, Daraberanoz | 2                                                     | 2                                                     |
| 15                                                    | Gabia                                                 | Gabia la Chica, Liar, Cúllar                                                                                              | 3                                                     | 3                                                     |
| 16                                                    | Alhendín                                              | Villa de Otura, Almachar                                                                                                  | 3                                                     | 3                                                     |
| 17                                                    | Dílar                                                 | Gójar | 2                                                     | 2                                                     |
| 18                                                    | Ogíjares                                              | Fornes | 2                                                     | 2                                                     |
| 19                                                    | La Zubia                                              | | 2                                                     | 2                                                     |
| 20                                                    | Santa Fe                                              | Purchil, Valaycena, Chauchina, La Torre de Roma                                                                           | 12                                                    | 2                                                     |
| 21                                                    | Iznalloz                                              | Píñar, Montejícar | 2                                                     | 2                                                     |
| 22                                                    | Colomera                                              | | 1                                                     | 1                                                     |
| 23                                                    | Moclín                                                | | 1                                                     | 1                                                     |
| 24                                                    | Íllora                                                | Tocón, Obeyla | 2                                                     | 2                                                     |
| 25                                                    | Montefrío                                             | | 2                                                     | 1                                                     |
| COMARCAS DE LOJA Y ALHAMA                             |                                                       | |                                                       |                                                       |
| 26                                                    | Loja                                                  | Huétor Tájar, Salar | 10                                                    | 5                                                     |
| 27                                                    | Alhama                                                | Cacín, Játar, Arenas, Fornes, Algar, Jayena, La Torre de Santa Cruz, La Torre de la Puerta, La Torre de Xocar, Purziancas | 4                                                     | 4                                                     |
| COSTA                                                 |                                                       | |                                                       |                                                       |
| 28                                                    | Almuñécar                                             | Lojuela, Almecun, Xare, Lentegí, Boijar, ltrabo, Jete, Otívar, Corniles, Cázulas                                          | 6                                                     | 6                                                     |
| 29                                                    | Salobreña                                             | Lobres, Molvizar, Vélez de Benaudalla, Benardila, Guájar Alto                                                             | 3                                                     | 3                                                     |
| 30                                                    | Motril                                                | Pataura, Guájar-Fondón, Guájar-Faragüit                                                                                   | 6                                                     | 6                                                     |
| ALPUJARRA                                             |                                                       | |                                                       |                                                       |
| Taha de Suhayl                                        |                                                       | |                                                       |                                                       |
| 31                                                    | Albuñol                                               | Sorvilán, Bordomarela, Polopos                                                                                            | 2                                                     | 2                                                     |
| 32                                                    | Jorairatar                                            | Cojáyar, Mecina-Tedel | 1                                                     | 1                                                     |
| 33                                                    | El Pino                                               | Murtas, Atrara, Turón | 2                                                     | 2                                                     |
| 34                                                    | Gualchos                                              | Jolúcar, Lújar | 2                                                     | 2                                                     |
| 35                                                    | Luliar                                                | Ubrite, Rubite, Fregenite, Olías                                                                                          | 2                                                     | 2                                                     |
| 36                                                    | Bargis                                                | Alfaz, Alcázar | 1                                                     | 1                                                     |
| 37                                                    | Almegíjar                                             | Torvizcón, Bordomarela | 1                                                     | 1                                                     |
| Taha de Ugíjar                                        |                                                       | |                                                       |                                                       |
| 38                                                    | Ugíjar                                                | Lucainena, Yunquera | 7                                                     | 2                                                     |
| 39                                                    | Jopror                                                | Cherín, Paterna | 2                                                     | 2                                                     |
| 40                                                    | Laroles                                               | Andurón, Júbar | 2                                                     | 2                                                     |
| 41                                                    | Mairena                                               | Almoçata, Trechilena, Alfayx                                                                                              | 1                                                     | 1                                                     |
| 42                                                    | Nechite                                               | Mecina-Alfahar, Corrillas                                                                                                 | 1                                                     | 1                                                     |
| Taha de Berja                                         |                                                       | |                                                       |                                                       |
| 43                                                    | Berja                                                 | Benegi, Regualte | 2                                                     | 2                                                     |
| 44                                                    | Pago                                                  | Xulbina, Capilleyr, Acolos                                                                                                | 2                                                     | 2                                                     |
| 45                                                    | Adra                                                  | Salobra, Marbella, Ordia, Aguite-Acaguer                                                                                  | 2                                                     | 2                                                     |
| Taha de Dalías                                        |                                                       | |                                                       |                                                       |
| 46                                                    | Ambror                                                | Hobba, Almezes | 2                                                     | 2                                                     |
| 47                                                    | Alaicun                                               | Celin | 2                                                     | 2                                                     |
| Taha de Alboloduy                                     |                                                       | |                                                       |                                                       |
| 48                                                    | Alboloduy                                             | Aratagime, Rágol, Bilimbín                                                                                                | 3                                                     | 3                                                     |
| Taha de Andarax                                       |                                                       | |                                                       |                                                       |
| 49                                                    | Laujar                                                | Alezan, Quemayr, Fornica                                                                                                  | 2                                                     | 2                                                     |
| 50                                                    | Quobba                                                | Benecid, Fondón | 2                                                     | 2                                                     |
| 51                                                    | Alcudia                                               | Aratalguazil, Aratalmuça, Aratalbolote                                                                                    | 2                                                     | 2                                                     |
| 52                                                    | Bayárcal                                              | Yviça, Guerras, Alcolea                                                                                                   | 3                                                     | 3                                                     |
| Taha de Lúchar                                        |                                                       | |                                                       |                                                       |
| 53                                                    | Padules                                               | Alcora , Almócita, Abagarayat, Beires, Numaleda                                                                           | 2                                                     | 2                                                     |
| 54                                                    | Ohánez                                                | Tices, Caviat, Canjáyar                                                                                                   | 2                                                     | 2                                                     |
| Taha de Subilis                                       |                                                       | |                                                       |                                                       |
| 55                                                    | Válor                                                 | | 2                                                     | 2                                                     |
| 56                                                    | Yátor                                                 | Yegen, Mecina | 2                                                     | 2                                                     |
| 57                                                    | Trevélez                                              | | 2                                                     | 2                                                     |
| 58                                                    | Cástaras                                              | Notáez | 2                                                     | 2                                                     |
| 59                                                    | Nieles                                                | Juviles, Tímar, Lobras | 2                                                     | 2                                                     |
| 60                                                    | Berchul                                               | Alcútar, Alfonayra | 2                                                     | 2                                                     |
| 61                                                    | Alcujuria                                             | Purchenas | 1                                                     | 1                                                     |
| 62                                                    | Cádiar                                                | Narila, Porte!, Albayar                                                                                                   | 2                                                     | 2                                                     |
| 63                                                    | Benínar                                               | Darrícal, Squirientes | 1                                                     | 1                                                     |
| Taha de Órgiva                                        |                                                       | |                                                       |                                                       |
| 64                                                    | Órgiva                                                | Benicalte, Pago, Benciete, Sortes                                                                                         | 2                                                     | 2                                                     |
| 65                                                    | Cáñar                                                 | Quenar el Gebel, Bosquezin, Baria!                                                                                        | 2                                                     | 2                                                     |
| 66                                                    | Soportújar                                            | Aratagrand, Carataunas, Bayacas                                                                                           | 2                                                     | 2                                                     |
| Taha de Ferreira                                      |                                                       | |                                                       |                                                       |
| 67                                                    | Busquístar                                            | Pórtugos, Alauxar | 2                                                     | 2                                                     |
| 68                                                    | Atalbéitar                                            | Ferreirola, Fondales, Mecina                                                                                              | 2                                                     | 2                                                     |
| 69                                                    | Alaicar                                               | Capilerilla, Pitres | 2                                                     | 2                                                     |
| Taha de Poqueira                                      |                                                       | |                                                       |                                                       |
| 70                                                    | Capiléira                                             | Alguafra, Bubión, Pampaneira                                                                                              | 2                                                     | 2                                                     |
| Taha de Lecrín                                        |                                                       | |                                                       |                                                       |
| 71                                                    | Restábal                                              | Melegís, Murchas, Albuñuelas, Naio, Saleres, Cantil                                                                       | 4                                                     | 4                                                     |
| 72                                                    | Béznar                                                | Tablate, Pinos, Ízbor, Talará, Mondújar, Acequias, Chite                                                                  | 3                                                     | 3                                                     |
| 73                                                    | Padul                                                 | Cónchar, Cozvijar, Dúrcal, Nigüelas                                                                                       | 3                                                     | 3                                                     |
| 74                                                    | Lanjarón                                              | | 2                                                     | 2                                                     |

En 1563 se estableció el seminario diocesano, dedicado a san Cecilio, primer obispo de Elvira, reconvirtiéndose un colegio eclesiástico preexistente.
En los siglos XVIII y XIX la vida de la archidiócesis sufrió graves repercusiones debido a la situación política hostil a la Iglesia. La invasión napoleónica provocó graves daños al patrimonio artístico y a los edificios de culto. La supresión de las órdenes religiosas supuso el abandono de monasterios y conventos. Finalmente, las desamortizaciones socavaron los beneficios económicos de la archidiócesis.
El Concordato de 1851 agregó como sufragáneas de Granada las diócesis de Málaga, que pertenecía a Sevilla, y Cartagena y Jaén, sufragáneas anteriormente de Toledo.
El 12 de enero de 1953, por acuerdo y solicitud a la Santa Sede del arzobispo de Granada, Balbino Santos y del obispo de Almería, Alfonso Ródenas, por decreto Cum territorium pasaron a formar parte de la diócesis de Almería las 18 parroquias de los arciprestazgos de Canjáyar y del Río Andarax, dependientes hasta entonces del arzobispado de Granada y pertenecientes a la provincia de Almería.

Tras la firma del Concordato de 1953, que mandaba revisar las circunscripciones diocesanas para ajustar sus límites en la medida de lo posible a los territorios provinciales correspondientes, el 10 de julio de 1957 en virtud del decreto Initis inter de la Congregación Consistorial, pasaron a depender de la diócesis de Almería las 22 parroquias de los arciprestazgos de Berja y Laujar de Andarax que pertenecían al arzobispado de Granada. Al mismo tiempo tiempo extendió su jurisdicción a las parroquias de Zafarraya y Almendral en el municipio de Zafarraya y de Ventas de Zafarraya en el municipio de Alhama de Granada, que perteneciáa la diócesis de Málaga.

## Episcopologio

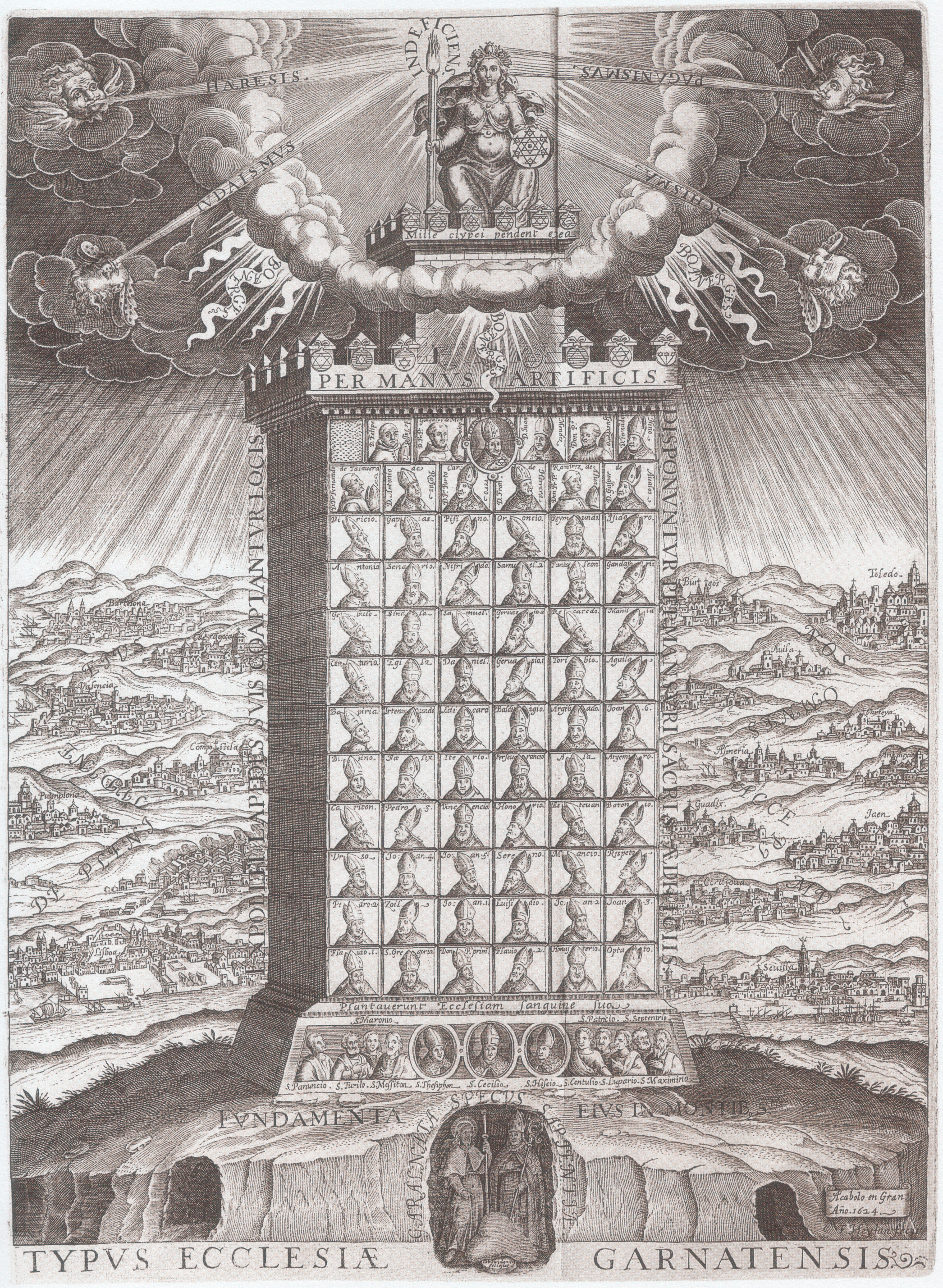
Episcopologio de Granada desde el hasta 1620 según Justino Antolínez de Burgos en un grabado de Francisco Heylan

### Diócesis y archidiócesis de Granada
El primer arzobispo de Granada fue fray Hernando de Talavera, OSH, nombrado el 23 de enero de 1493.
El 16 de julio de 2022 se hizo público el nombramiento de José María Gil Tamayo como arzobispo coadjutor y con derecho a sucesión.
El 1 de febrero de 2023 fue aceptada la renuncia al gobierno pastoral de la archidiócesis presentada por Francisco Javier Martínez Fernández, sucediéndole en el cargo el hasta el momento arzobispo coadjutor José María Gil Tamayo

## Estadísticas
Según el Anuario Pontificio 2022 la arquidiócesis tenía a fines de 2021 un total de 796 450 fieles bautizados.
| Año                                                                             | Población | Población | Población      | Sacerdotes | Sacerdotes | Sacerdotes | Católicos por sacerdote | Diáconos permanentes | Religiosos | Religiosos | Parroquias y cuasiparroquias |
| Año                                                                             | Católicos | Total     | % de católicos | Total      | Diocesanos | Regulares  | Católicos por sacerdote | Diáconos permanentes | Masculinos | Femeninos  | Parroquias y cuasiparroquias |
| ------------------------------------------------------------------------------- | --------- | --------- | -------------- | ---------- | ---------- | ---------- | ----------------------- | -------------------- | ---------- | ---------- | ---------------------------- |
| 1950                                                                            | 680 000   | 682 000   | 99.7           | 421        | 323        | 98         | 1615                    |                      | 258        | 1440       | 254                          |
| 1970                                                                            | 620 000   | 620 342   | 99.9           | 577        | 337        | 240        | 1074                    |                      | 545        | 1668       | 234                          |
| 1980                                                                            | 631 000   | 638 800   | 98.8           | 429        | 231        | 198        | 1470                    |                      | 455        | 1902       | 258                          |
| 1990                                                                            | 640 000   | 673 000   | 95.1           | 433        | 263        | 170        | 1478                    | 1                    | 318        | 966        | 257                          |
| 1999                                                                            | 660 500   | 694 269   | 95.1           | 449        | 267        | 182        | 1471                    | 2                    | 304        | 1402       | 264                          |
| 2000                                                                            | 661 000   | 693 900   | 95.3           | 453        | 273        | 180        | 1459                    | 2                    | 295        | 1410       | 264                          |
| 2001                                                                            | 674 828   | 693 900   | 97.3           | 457        | 277        | 180        | 1476                    | 1                    | 291        | 1420       | 264                          |
| 2002                                                                            | 674 828   | 693 900   | 97.3           | 471        | 279        | 192        | 1432                    | 1                    | 353        | 1623       | 264                          |
| 2003                                                                            | 675 115   | 693 900   | 97.3           | 428        | 285        | 143        | 1577                    | 1                    | 275        | 1610       | 265                          |
| 2004                                                                            | 679 845   | 706 896   | 96.2           | 418        | 278        | 140        | 1626                    | 1                    | 217        | 1259       | 266                          |
| 2006                                                                            | 743 530   | 860 898   | 86.4           | 418        | 282        | 136        | 1778                    | 1                    | 256        | 1265       | 267                          |
| 2013                                                                            | 785 200   | 794 300   | 98.9           | 338        | 264        | 74         | 2323                    | 2                    | 141        | 566        | 267                          |
| 2016                                                                            | 806 500   | 822 071   | 98.1           | 427        | 258        | 169        | 1888                    | 2                    | 235        | 1497       | 267                          |
| 2019                                                                            | 795 470   | 812 196   | 97.9           | 470        | 250        | 220        | 1692                    | 2                    | 266        | 962        | 266                          |
| 2021                                                                            | 796 450   | 813 313   | 97.9           | 395        | 251        | 144        | 2016                    | 3                    | 238        | 1013       | 267                          |
| Fuente: Catholic-Hierarchy, que a su vez toma los datos del Anuario Pontificio. |           |           |                |            |            |            |                         |                      |            |            |                              |